# Parrya korovinii
Parrya korovinii är en korsblommig växtart som beskrevs av A.N. Vassiljeva. Parrya korovinii ingår i släktet Parrya och familjen korsblommiga växter. Inga underarter finns listade i Catalogue of Life.